# Ninjago: Luftpiraten
Luftpiraten (Originaltitel Skybound) ist die sechste Staffel der computeranimierten Fernsehserie Ninjago: Meister des Spinjitzu (seit Staffel 11 nur Ninjago). Die Serie wurde von Michael Hegner und Tommy Andreasen entwickelt. Die 6. Staffel wurde vom 24. April 2016 bis zum 8. Mai 2016 ausgestrahlt, die nach der Staffel Morro spielt.
In der sechsten Staffel werden der Dschinn-Pirat Nadakhan und seine Mannschaft von Luftpiraten als Hauptgegner der Staffel eingeführt. Es folgt der Geschichte von Nadakhan, der jeden der Ninja austrickst, indem er ihnen drei Wünsche gewährt und ihre Seelen einfängt, bis nur noch Jay und Nya übrig sind. Im Staffelfinale werden die gesamten Ereignisse der Staffel umgekehrt, als Jay seinen letzten Wunsch äußert.

## Synchronisation (Hauptcharaktere)
| Rolle                      | Englischer Sprecher | Deutscher Sprecher   |
| -------------------------- | ------------------- | -------------------- |
| Lloyd Garmadon             | Jillian Michaels    | Christian Zeiger     |
| Kai                        | Vincent Tong        | Wanja Gerick         |
| Jay Walker-Gordon          | Michael Adamthwaite | Tobias Nath          |
| Zane Julien                | Brent Miller        | Robin Kahnmeyer      |
| Cole                       | Kirby Morrow        | Dirk Stollberg       |
| Nya                        | Kelly Metzger       | Magdalena Turba      |
| Sensei Wu                  | Paul Dobson         | Reinhard Scheunemann |
| Misako Montgomery Garmadon | Kathleen Barr       | Arianne Borbach      |
| Nadakhan                   | Scott McNeil        | Tayfun Bademsoy      |

## Produktion
Die Animation für die sechste Staffel wurde bei Wil Film ApS in Dänemark produziert.
Für die Episoden von Luftpiraten führten Jens Møller, Michael Helmuth Hansen, und Peter Hausner Regie.
Mit dieser Staffel wurde auch eine neue Version des Titellieds The Weekend Whip von The Fold namens The Pirate Whip veröffentlicht.

## Erscheinung
Ein offizieller Trailer für die Staffel wurde am 7. Januar 2016 auf dem Lego YouTube-Kanal veröffentlicht. Die Staffelpremiere erfolgte am 24. April 2016 auf Super RTL. Die übrigen Folgen erschienen innerhalb von nur 2 Wochen, bis am 8. Mai 2016 schließlich am 8. Mai 2016 das Staffelfinale namens Der allmächtige Nadakhan veröffentlicht wurde.

## Handlung
Clouse (der jetzt ein aus der verfluchten Welt entkommener Geist ist) findet die Teekanne der Verbannung und befreit den bösen Dschinn Nadakhan. Er gewährt Clouse drei Wünsche, sperrt ihn in der Teekanne ein und sucht dann nach dem Weltenkristall, um seine Mannschaft der Luftpiraten wieder zu vereinen. Als er herausfindet, dass die Ninja ihn beschützen, beschuldigt er sie verschiedener Verbrechen, was dazu führt, dass sie zu gesuchten Verbrechern werden. Die Ninja trennen sich, um zu entkommen, aber Nadakhan sperrt Wu und Misako in der Teekanne ein. Nadakhan findet den Weltenkristall in Hiroshis Labyrinth und im kryptonischen Gefängnis treffen die Ninja auf Kapitän Soto, der ihnen erklärt, dass sie einen Tropfen Schwarze Witwen-Gift verwenden müssen, um Nadakhan zu schwächen. Also machen sie sich auf den Weg zum Standort der letzten schwarzen Witwe. Nadakhan befreit seine Mannschaft aus den 16 Welten und sie reparieren Nadakhans Flugschiff. Sie besuchen seine Heimatwelt, das Königreich Djinjago, und entdecken, dass es durch die Zerstörung des verfluchten Reichs durch die Ninja in Verfall geraten ist. Der Dschinn Khanjkhan gibt Nadakhan die Dschinn-Klinge, mit der Nadakhan die Teekanne der Verbannung zerschlägt, wodurch die Seelen von Clouse, Wu und Misako in das Schwert übertragen werden. Er kehrt nach Ninjago zurück und Schwert sich bei den Ninja zu rächen.
Nadakhan bringt Jay dazu, seinen ersten Wunsch zu äußern. Um Nya zu beeindrucken, wünscht sich Jay, reich zu sein und nicht auf einem Schrottplatz geboren worden zu sein. So erfährt er, dass er adoptiert wurde und dass sein richtiger Vater Cliff Gordon, ein berühmter Schauspieler, ist. Nadakhan fängt Kai und Zane in sein Schwert ein und beginnt seinen Plan, das neue Djinjago zu erschaffen, indem er verschiedene Teile wie Yangs Tempel in den Himmel schweben lässt. Als Jay der schwarzen Witwe ihr Gift abnimmt, kommt Nadakhans Crew angeflogen und nimmt Jay als Gefangenen. Nadakhan enthüllt seinen Plan, Nya (die seiner verlorenen Liebe Delara ähnelt) zu heiraten, was ihm die Macht der unendlichen Wünsche verleiht. Lloyd, Jay, Cole und Nya werden von den Himmelspiraten gefangen genommen und vergeuden ihre verbliebenen Wünsche im Kampf, bis auf Jay, der noch einen Wunsch übrig hat. Nadakhan schließt Lloyd und Cole in das Schwert ein, so dass nur Jay und Nya übrig bleiben, die entkommen, indem sie einen Fusionsdrachen aus Wasser und Blitz erschaffen. In ihrem letzten Kampf gegen die Luftpiraten stößt Nya Jay in ein Portal, woraufhin Nya gefangen genommen wird.
Jay sammelt Verbündete wie Skylor und sie erreichen das neue Djinjago auf einem aufsteigenden Stück Land. Jay bekommt Nadakhans Dschinn-Klinge um sich selbst rein fliegen sie lassen, damit er die restlichen Ninja, Wu und Misako befreien kann. Währenddessen wird die Hochzeit Nadakhans vollendet, wodurch er unendlich Wünsche erhält. Im darauf folgenden Kampf schießt Flintlocke mit dem Gift auf Nadakhan, doch auch Nya wird getroffen und stirbt in Jays Armen. Jay äußert den letzten Wunsch, dass die Teekanne der Verbannung nie gefunden worden wäre. Daraufhin ist Nadakhan gezwungen, Jay seinen letzten Wunsch zu erfüllen, was dazu führt, dass sich die Ereignisse der gesamten Staffel rückgängig machen. Nur Jay und Nya erinnern sich an diese Ereignisse, und sie umarmen sich. In der Zwischenzeit findet Clouse die Teekanne zwar noch, wird aber von den Einheimischen verjagt, wodurch sichergestellt wird, dass Nadakhan nie wieder freigelassen wird.

## Episoden
| Nr. (ges.) | Nr. (St.) | Deutscher Titel                                                             | Originaltitel           | Regie                  | Drehbuch                    | Premiere USA  | Dt. Premiere D |
| ---------- | --------- | --------------------------------------------------------------------------- | ----------------------- | ---------------------- | --------------------------- | ------------- | -------------- |
| 55         | 1         | Der Flaschengeist aus der Teekanne (Alternativ: Der Geist aus der Teekanne) | Infamous                | Peter Hausner          | Dan Hageman & Kevin Hageman | 9. Juni 2016  | 24. Apr. 2016  |
| 56         | 2         | Ronan auf Ninja-Suche                                                       | Public Enemy Number One | Peter Hausner          | Dan Hageman & Kevin Hageman | 16. Juni 2016 | 24. Apr. 2016  |
| 57         | 3         | Das Vermächtnis des Dschinns                                                | Enkrypted               | Jens Moller            | Dan Hageman & Kevin Hageman | 23. Juni 2016 | 24. Apr. 2016  |
| 58         | 4         | Das Luftschiff des Unglücks                                                 | Misfortune Rising       | Peter Hausner          | Dan Hageman & Kevin Hageman | 30. Juni 2016 | 1. Mai 2016    |
| 59         | 5         | Das Gift der schwarzen Witwe                                                | On a Wish and a Prayer  | Michael Helmuth Hansen | Dan Hageman & Kevin Hageman | 11. Juli 2016 | 1. Mai 2016    |
| 60         | 6         | Nadakhans wahrer Plan                                                       | My Dinner with Nadakhan | Jens Moller            | Dan Hageman & Kevin Hageman | 12. Juli 2016 | 1. Mai 2016    |
| 61         | 7         | Wunschverschwendung                                                         | Wishmasters             | Peter Hausner          | Dan Hageman & Kevin Hageman | 13. Juli 2016 | 1. Mai 2016    |
| 62         | 8         | Der alte Leuchtturm                                                         | The Last Resort         | Michael Helmuth Hansen | Dan Hageman & Kevin Hageman | 14. Juli 2016 | 8. Mai 2016    |
| 63         | 9         | Das Ninja-Ersatzteam                                                        | Operation Land Ho!      | Jens Moller            | Dan Hageman & Kevin Hageman | 15. Juli 2016 | 8. Mai 2016    |
| 64         | 10        | Der allmächtige Nadakhan                                                    | The Way Back            | Peter Hausner          | Dan Hageman & Kevin Hageman | 15. Juli 2016 | 8. Mai 2016    |

## Reguläre Lego-Sets zur Staffel
Zur US-amerikanischen Erstausstrahlung von Staffel 6 erschienen 2016 16 passende Sets in 2 Wellen, wobei die 2. Welle auch Sets aus dem TV-Spezial Tag der Erinnerungen enthält. Die meisten dieser Sets sind nicht mehr im Laden erhältlich, da diese Sets nicht mehr hergestellt werden.

### Welle 1
Welle 1 erschien Mitte März 2016 und erhielt 7 passende Sets zur Staffel.
| Name                    | Lego-Artikelnummer | Teile     | Preis (UVP) |
| ----------------------- | ------------------ | --------- | ----------- |
| Coles Drache            | 70599              | 98 Stück  | 9,99 €      |
| Ninja-Bike Jagd         | 70600              | 231 Stück | 19,99 €     |
| Luft-Hai                | 70601              | 221 Stück | 19,99 €     |
| Jays Elementardrache    | 70602              | 350 Stück | 34,99 €     |
| Kommando-Zeppelin       | 70603              | 294 Stück | 32,99 €     |
| Schwarze Witwen-Insel   | 70604              | 450 Stück | 49,99 €     |
| Luftschiff des Unglücks | 70605              | 754 Stück | 89,99 €     |

### Welle 2
Welle 2 erschien im Sommer 2016 und enthielt 9 weitere Sets.
| Name                         | Lego-Artikelnummer | Teile      | Preis (UVP) |
| ---------------------------- | ------------------ | ---------- | ----------- |
| Titan-Ninjamobil             | 70588              | 342 Stück  | 29,99 €     |
| Felsen-Buggy                 | 70589              | 406 Stück  | 39,99 €     |
| Airjitzu Turnierarena        | 70590              | 666 Stück  | 59,99 €     |
| Kryptarium-Gefängnisausbruch | 70591              | 207 Stück  | 19,99 €     |
| Schatzgräber M.E.C.          | 70592              | 439 Stück  | 39,99 €     |
| Der Grüne Energie-Drache     | 70593              | 567 Stück  | 49,99 €     |
| Die Leuchtturmbelagerung     | 70594              | 767 Stück  | 69,99 €     |
| Ultra-Tarnkappen-Fahrzeug    | 70595              | 1093 Stück | 99,99 €     |
| Samurai X Höhlenchaos        | 70596              | 1253 Stück | 119,99 €    |

## Rezeption

### Bewertung (USA)
Am 24. März 2016 wurde in Amerika die Staffelpremiere von Luftpiraten ausgestrahlt und erreichte mit 0,98 Millionen Zuschauern Platz 28 in den Top 50 Original Cable Telecasts.

### Kritik
Die Rezensentin Melissa Camacho von Common Sense Media bewertete Skybound mit 3 von 5 Sternen und stellte fest, dass die Staffel „jede Menge Abenteuer und einige positive Botschaften bietet“. Die Rezensentin kommentierte außerdem: „Diese unterhaltsame Serie bietet eine lustige, actiongeladene Geschichte und bleibt dabei der Spinjitzu-Saga treu. Die teenage-Ninja tun das, was die meisten Teenager tun, einschließlich Konkurrenzverhalten und (weitgehend unschuldigen) romantischen Verwicklungen. Aber sie kämpfen weiterhin für das Gute und erkennen dabei die Bedeutung von Ehre, Teamwork, Loyalität und der Gleichbehandlung aller Mitglieder der Gruppe, unabhängig vom Geschlecht.“ Dave Trumbore von Collider bewertete die Staffel mit vier Sternen und meinte, sie sei „ein unterhaltsamer Streifzug durch die Mythologie in der heutigen Zeit, der Teamwork, Kooperation und Loyalität in den Vordergrund stellt und gleichzeitig eine höchst unterhaltsame und actiongeladene Serie bietet“. RJ Carter von Critical Blast bewertete die Staffel mit 4 von 5 Punkten und kommentierte: „Diese sechste Staffel von Ninjago enthält ziemlich viel Action und hohe Dramatik. Ja, es gibt immer noch eine Menge Humor auf Kinderniveau, aber ich war überrascht, wie viel mehr als das drinsteckt. Das war eine fesselnde Geschichte, die den Zuschauer packt. Wenn man sich als Erwachsener das anschaut, tut man es, weil man einfach wissen muss, wie es ausgeht!“

## Andere Medien
Ein Spiel mit dem Titel Ninjago: Skybound wurde als Zusatz zur Staffel veröffentlicht. Es ist ein Plattformspiel für Android-Geräte. In der Handlung schlüpft man in die Rolle des Haupt-Ninjas Jay und muss Nadakhan und seine Himmelspiraten davon abhalten, Teile von Ninjago zu stehlen und sein Reich wieder aufzubauen.
Zusätzlich zur Staffel wurden außerdem 6 Kurzfilme auf dem LEGO YouTube-Kanal veröffentlicht, die erklären wie Nadakhan die Mitglieder seiner Crew gefunden hatte. Die Titel der Kurzfilme Tall Tale of Monkey Wretch, The Tall Tale of Flintlocke, The Tall Tale of Clancee, Tall Tale of Dogshank, The Tall Tale of Doubloon und The Tall Tale of Sqiffy & Bucko.